# Jacob Nienhuys

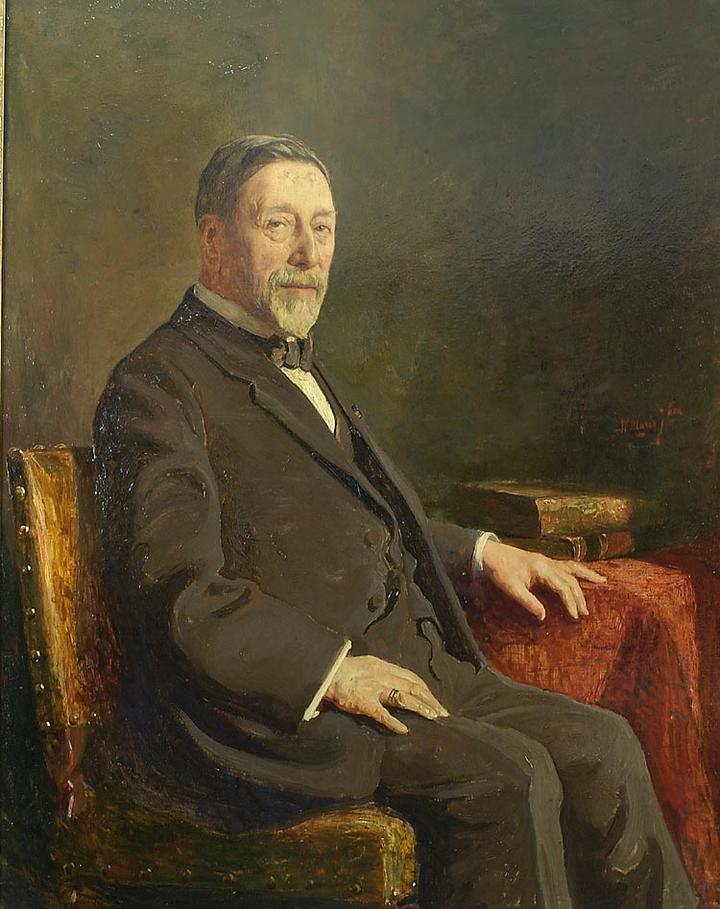
Nienhuys (1836-1927)

Jacob Nienhuys (Amsterdam, 16 juli 1836 - Bloemendaal, 27 juli 1927) was de eerste Nederlandse tabaksplanter op Sumatra in het voormalig Nederlands-Indië waar hij in 1863 aankwam. Hij was in 1869 een van de oprichters van de Deli Maatschappij. Als zodanig was hij de grondlegger de Nederlandse tabakscultuur aan Sumatra's Oostkust, het latere Noord-Sumatra. 
Hij trouwde op 15 oktober 1872 met de uit Lekkerkerk afkomstige Eva Diederika Luijten. Zij was de dochter van een lokale ondernemer in bouwmaterialen.
Nienhuys liet in Amsterdam het stadskasteel Herengracht 380-382 bouwen door de architect Abraham Salm. Tegenwoordig is hier het NIOD Instituut voor Oorlogs-, Holocaust- en Genocidestudies gevestigd.

## Bouwfinanciering
Een van zijn filantropische bezigheden in Nederland was de financiering van de Maatschappij voor Volkswoningen in Amsterdam. In Baarn was Nienhuys in 1885 een van de participanten die het Badhotel in Baarn lieten bouwen. Daar vlakbij, aan de Julianalaan in het Prins Hendrikpark liet Nienhuys in 1884 Villa Medan bouwen. Dit werd genoemd naar de stad Medan op Sumatra. In Amsterdam gaf hij in 1888 opdracht tot het bouwen van het natuurstenen grachtenpand aan de Herengracht 380-382, met vrijwel elke kamer in een andere stijl. In Lekkerkerk werd in 1898 de bouw van een Fröbelschool gefinancierd, die daarom de naam Nienhuijs-Luijtenschool kreeg.

## Herengracht 380-382

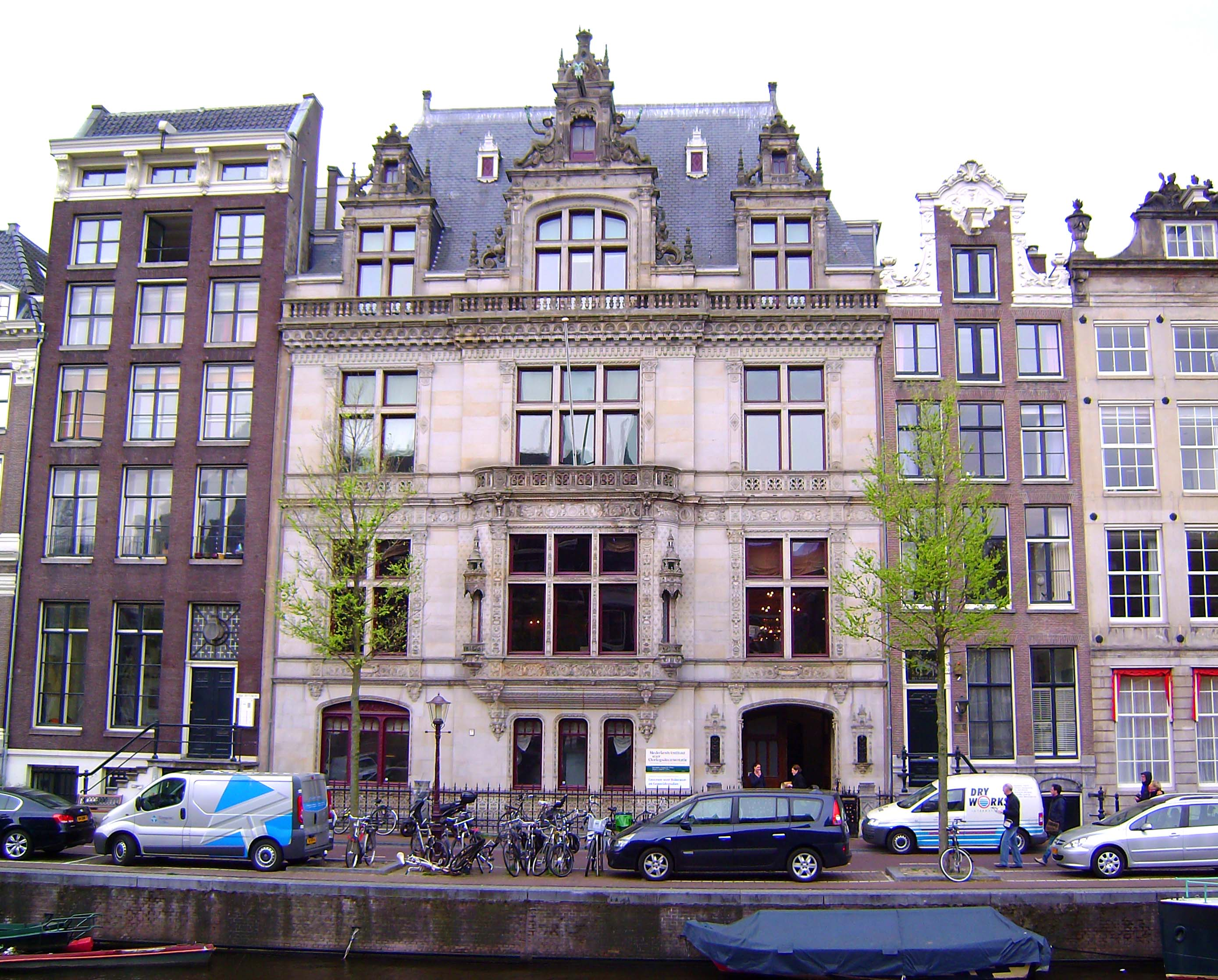
De woning van Nienhuys aan de Herengracht 380
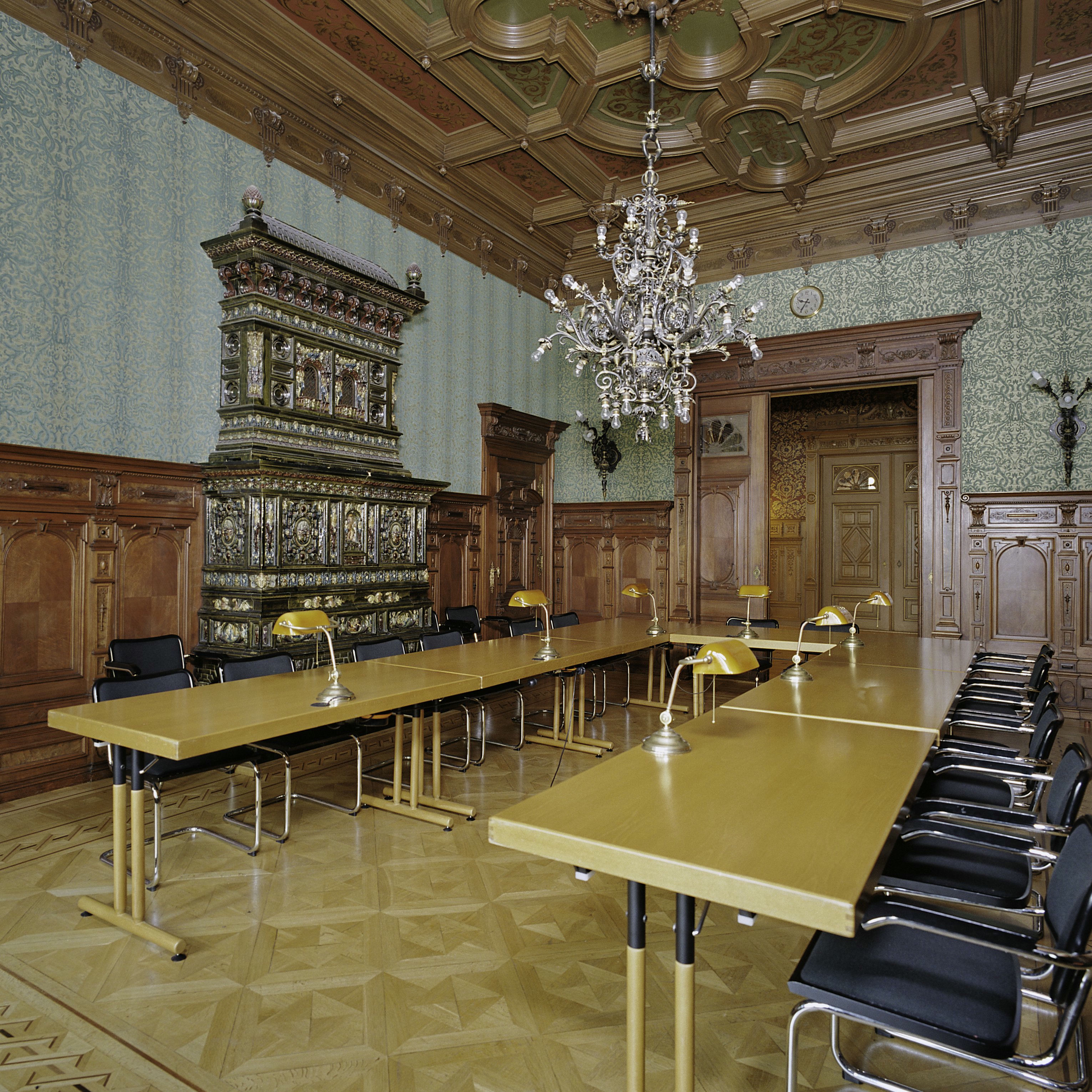
Kamer met schouw
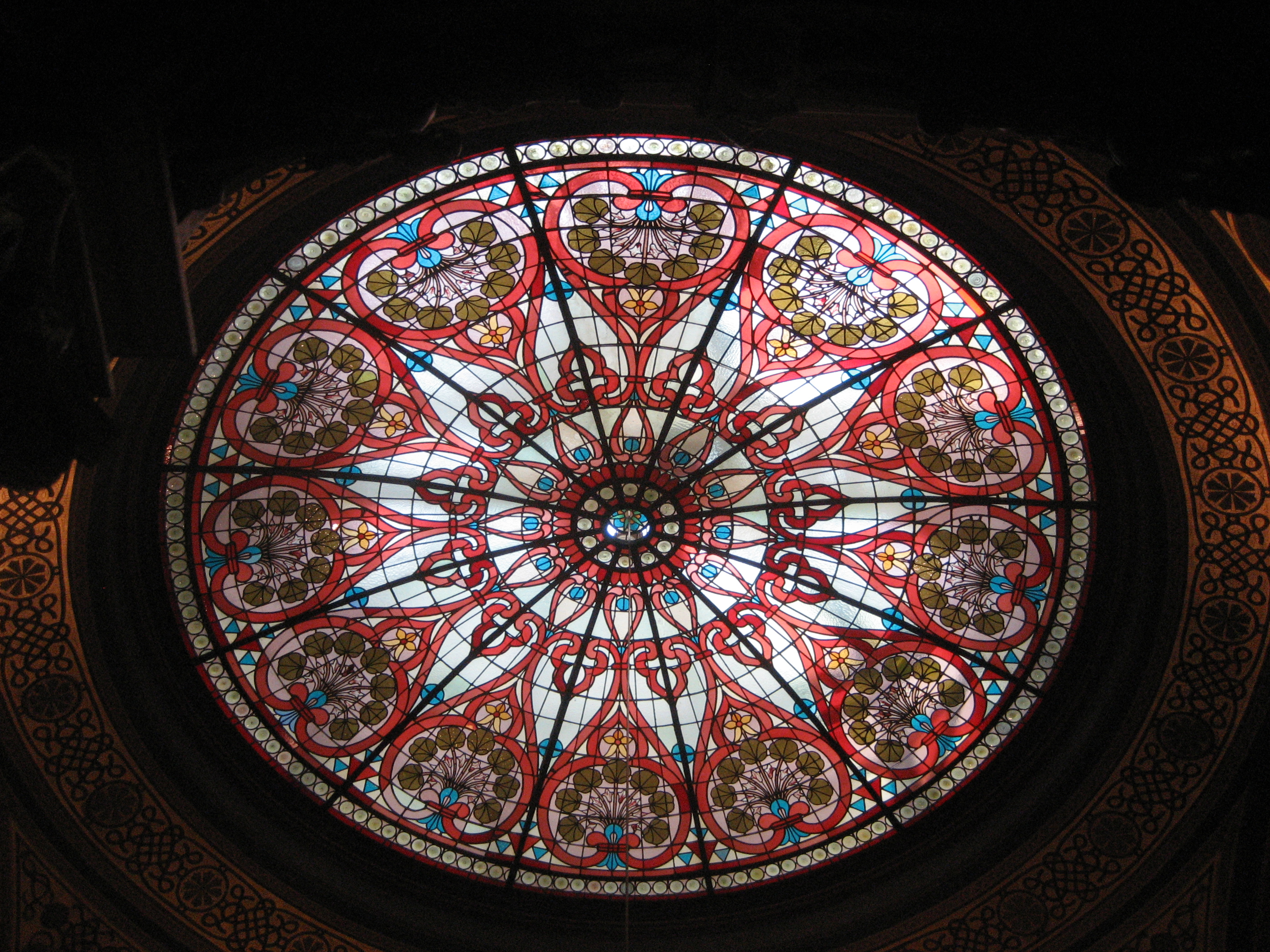
Glasplafond
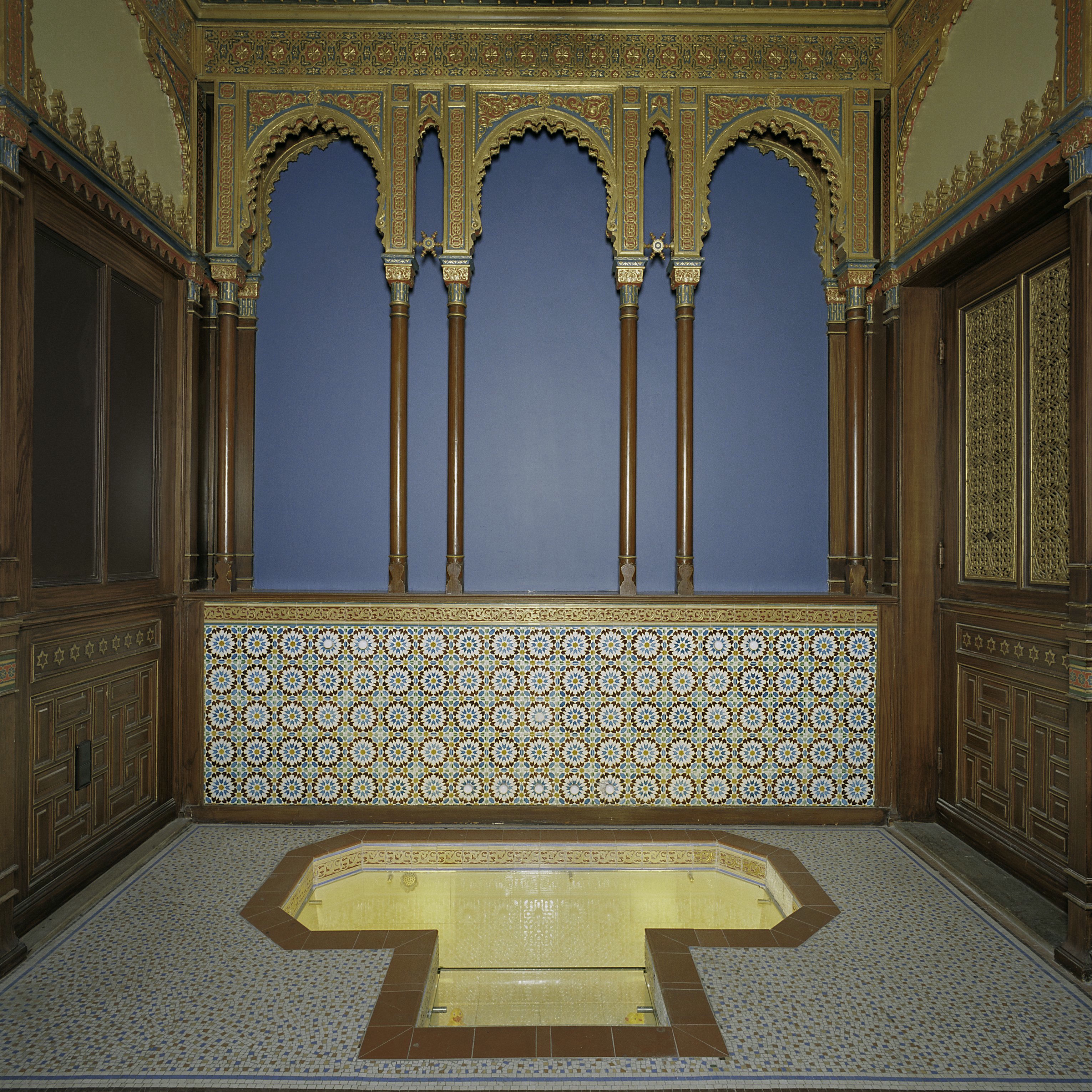
Kamer in moorse stijl